# .tt
Pour les articles homonymes, voir TT.
.tt est le domaine de premier niveau national (country code top level domain : ccTLD) réservé à Trinité-et-Tobago. Le domaine a été introduit en 1991.
Il est, entre autres, utilisé par les manufactures d'équipements  de tennis de table (table tennis en anglais) comme Butterfly.